# Corythalia conformans
Corythalia conformans là một loài nhện trong họ Salticidae.
Loài này thuộc chi Corythalia. Corythalia conformans được Ralph Vary Chamberlin & Wilton Ivie miêu tả năm 1936.